# Кјезино-Колоди (Пиза)
Кјезино-Колоди је насеље у Италији у округу Пиза, региону Тоскана.
Према процени из 2011. у насељу је живело 1222 становника. Насеље се налази на надморској висини од 11 м.